# 桂林里 (天津市)
桂林里始建于1941年，坐落于当时的天津英租界的香港道（Hong Kong Road）、新加坡道（Singapore Road）与格拉斯哥道（Glasgow Road）合围区域里（今和平区睦南道、大理道与桂林路合围区域），目前为一般保护等级历史风貌建筑。

## 历史
桂林里建筑群建于1941年，为当时在津的法国天主教会首善堂投资兴建，该建筑群由义品公司的比利时籍工程师沃尔盖设计，桂林里的原居住者多为天主教会神甫，居住者国籍以法国人、英国人和比利时人为主。目前，桂林里由居住、办公、幼儿园和商业用房共同使用。

## 建筑风格
桂林里建筑群占地面积为17100平方米，总建筑面积为6800平方米，为一组由十幢独立式和毗连式别墅组成的别墅群，这些建筑基本为混合结构二层平顶楼房，二层设置有对称的出挑露台，局部三层设为阳光房，每隔个独立的单元均设有大院落。建筑外立面为硫缸砖清水墙面，建筑内部装饰有木楼梯、木地板和木门窗，该建筑群是一组具有现代建筑特征的建筑团组。

## 建筑图片

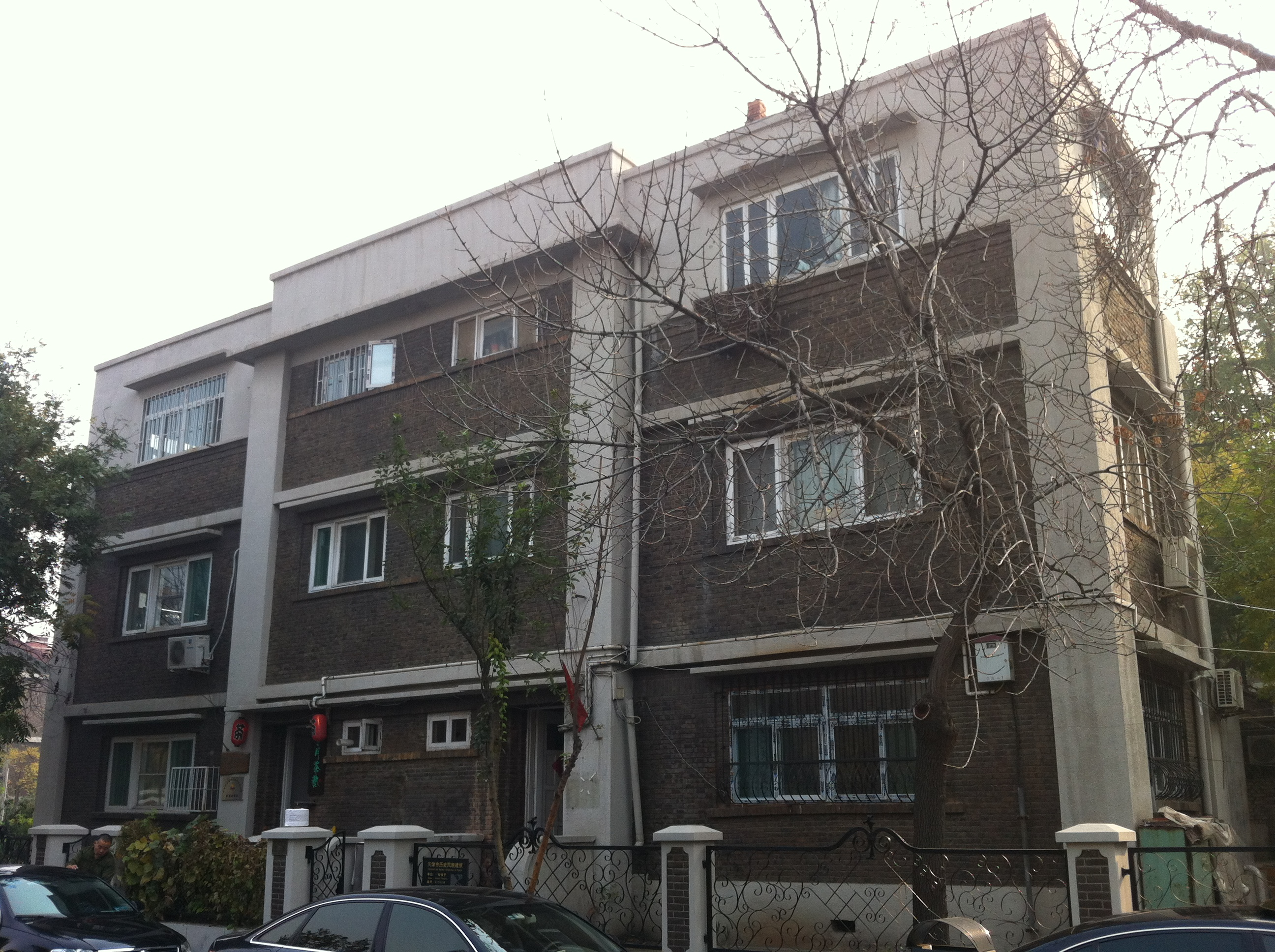
大理道67-69号
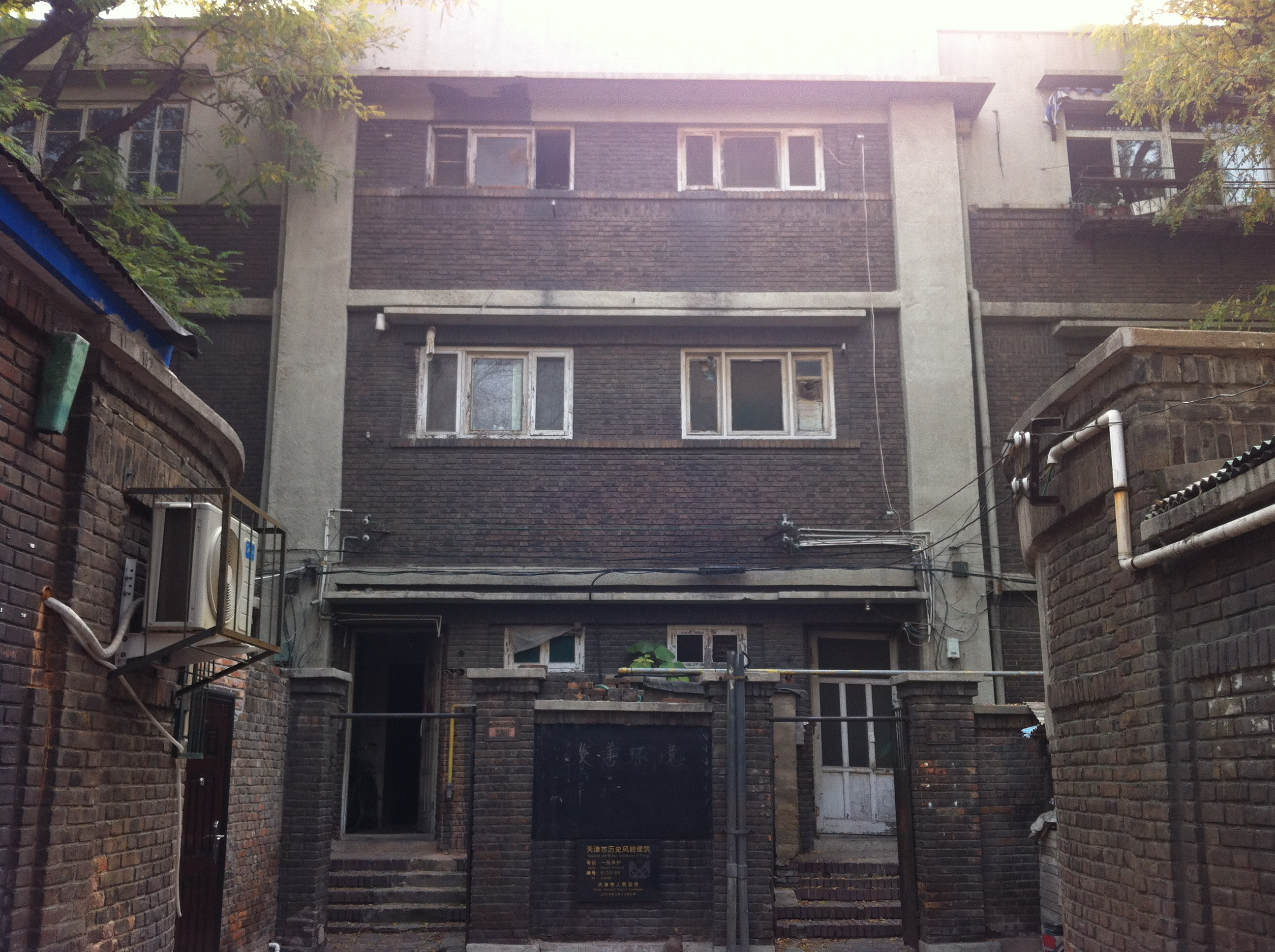
大理道71-73号
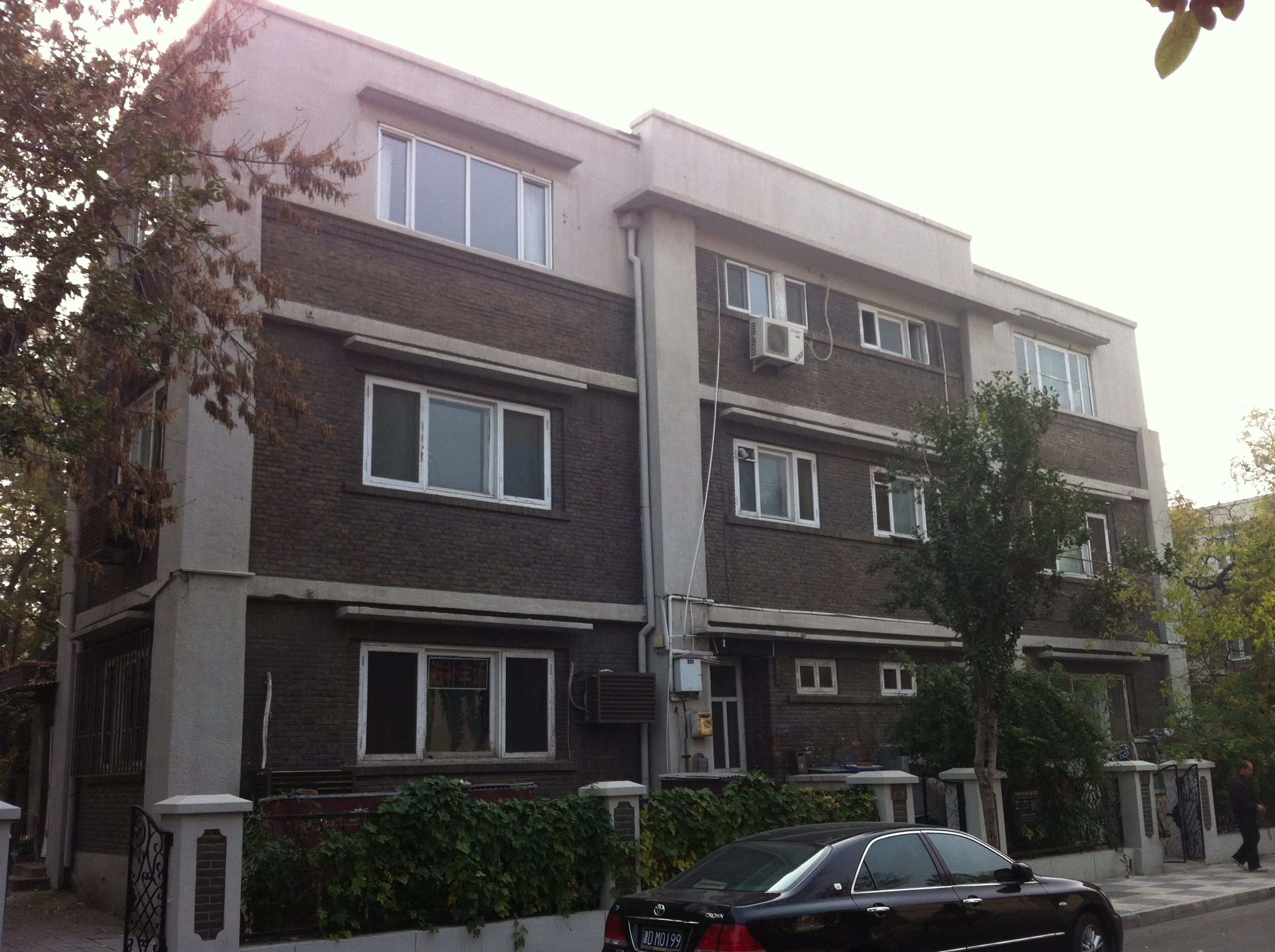
大理道75-77号
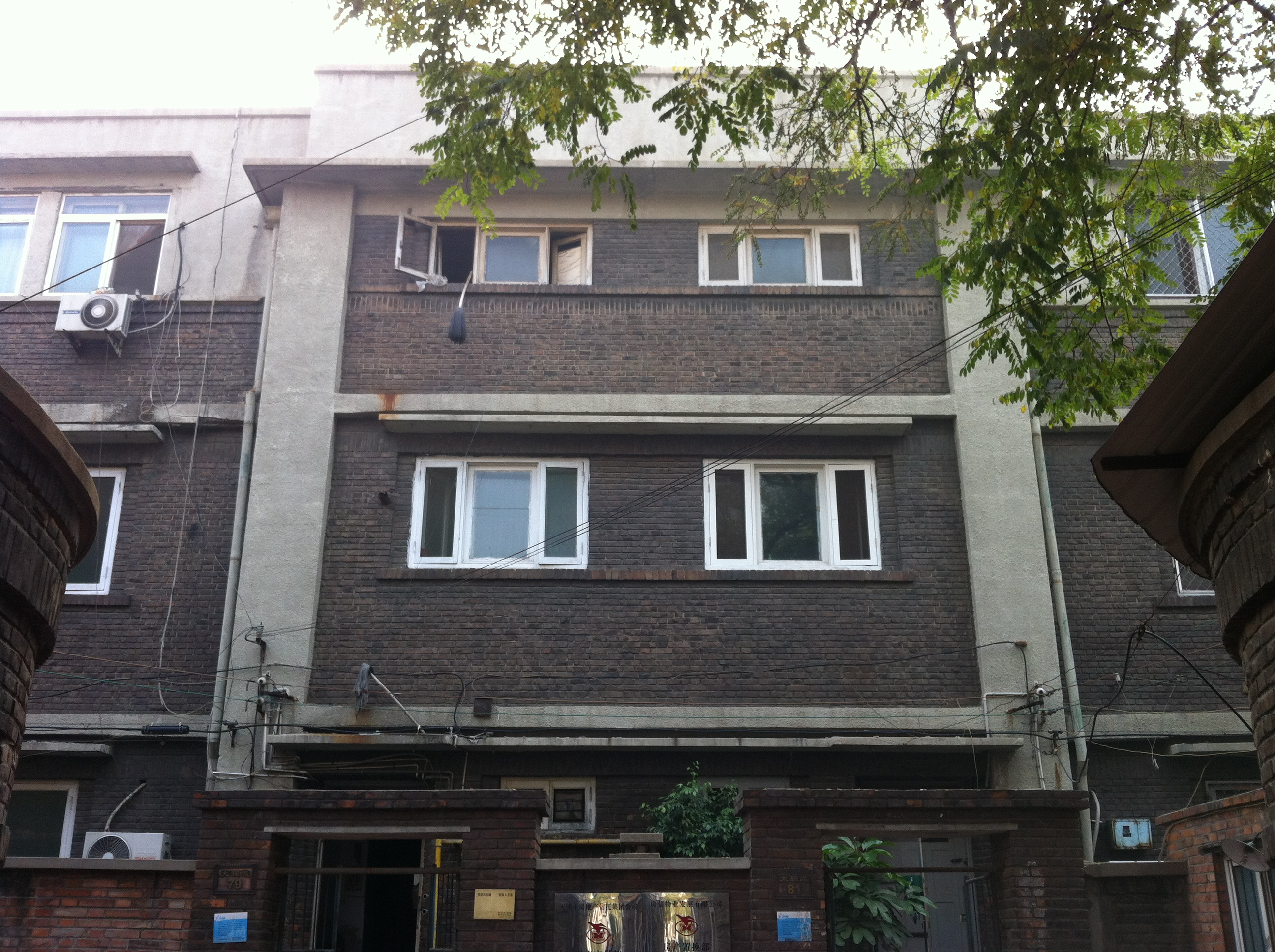
大理道79-81号
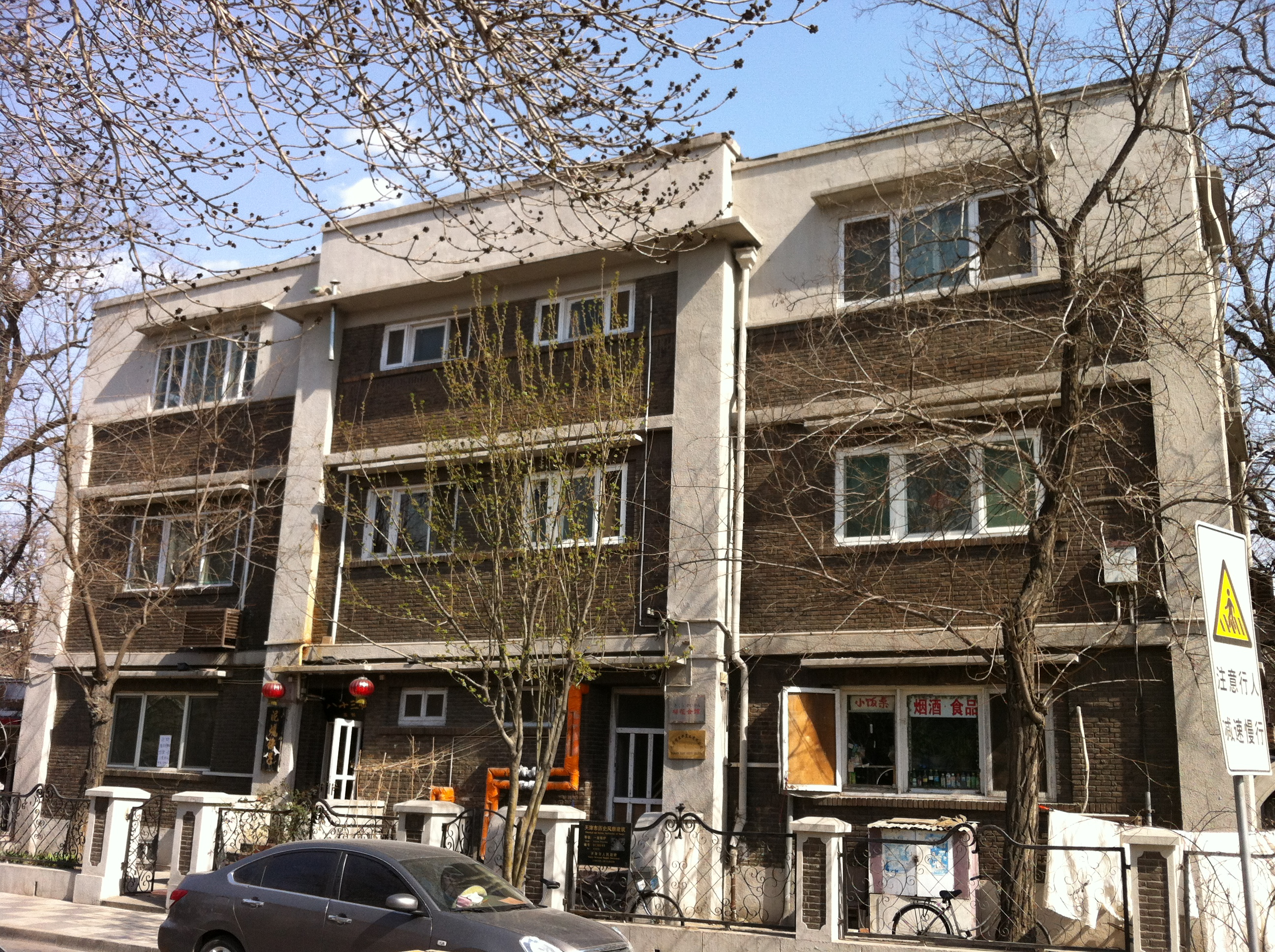
大理道83-85号
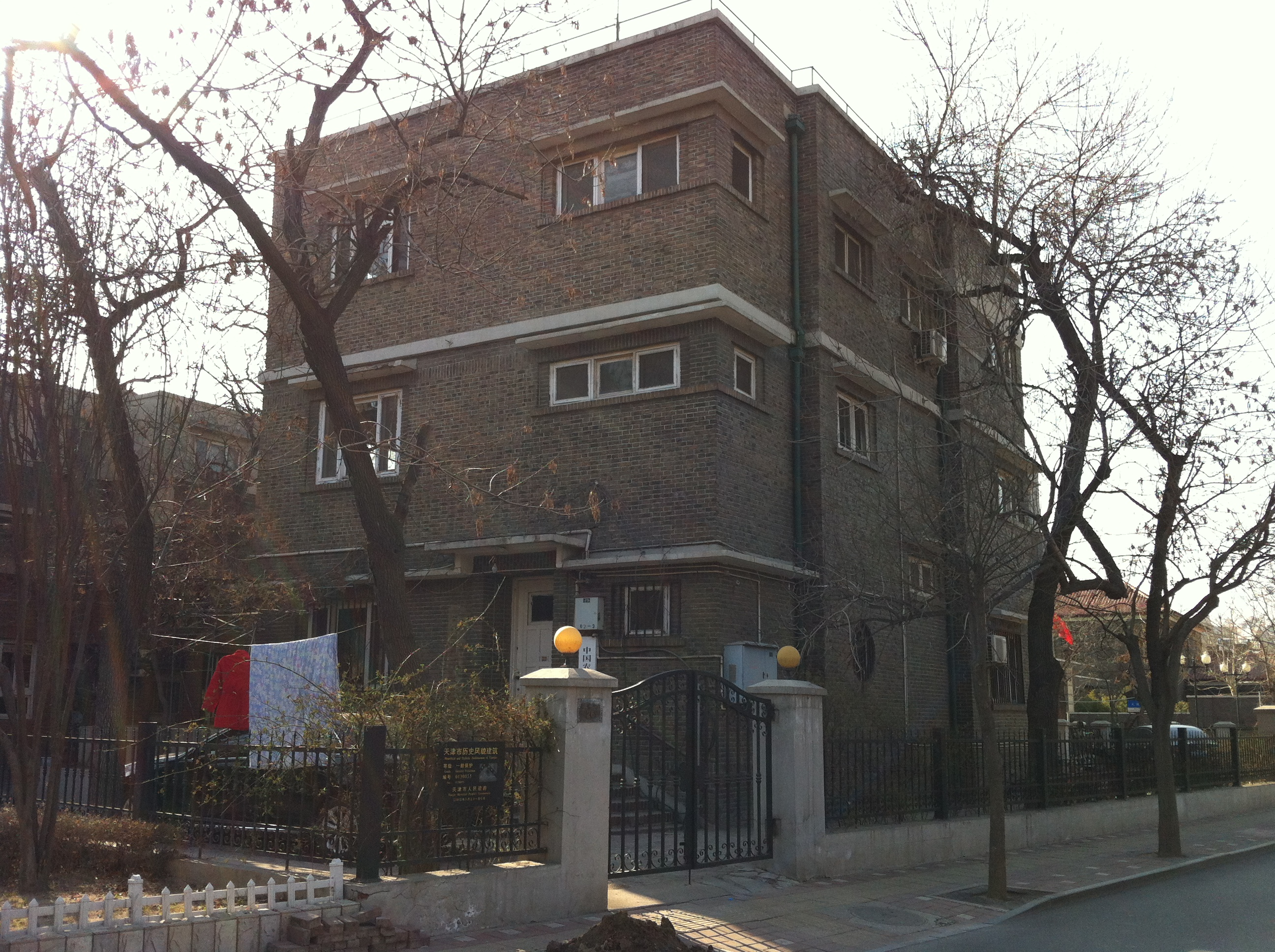
桂林路26号
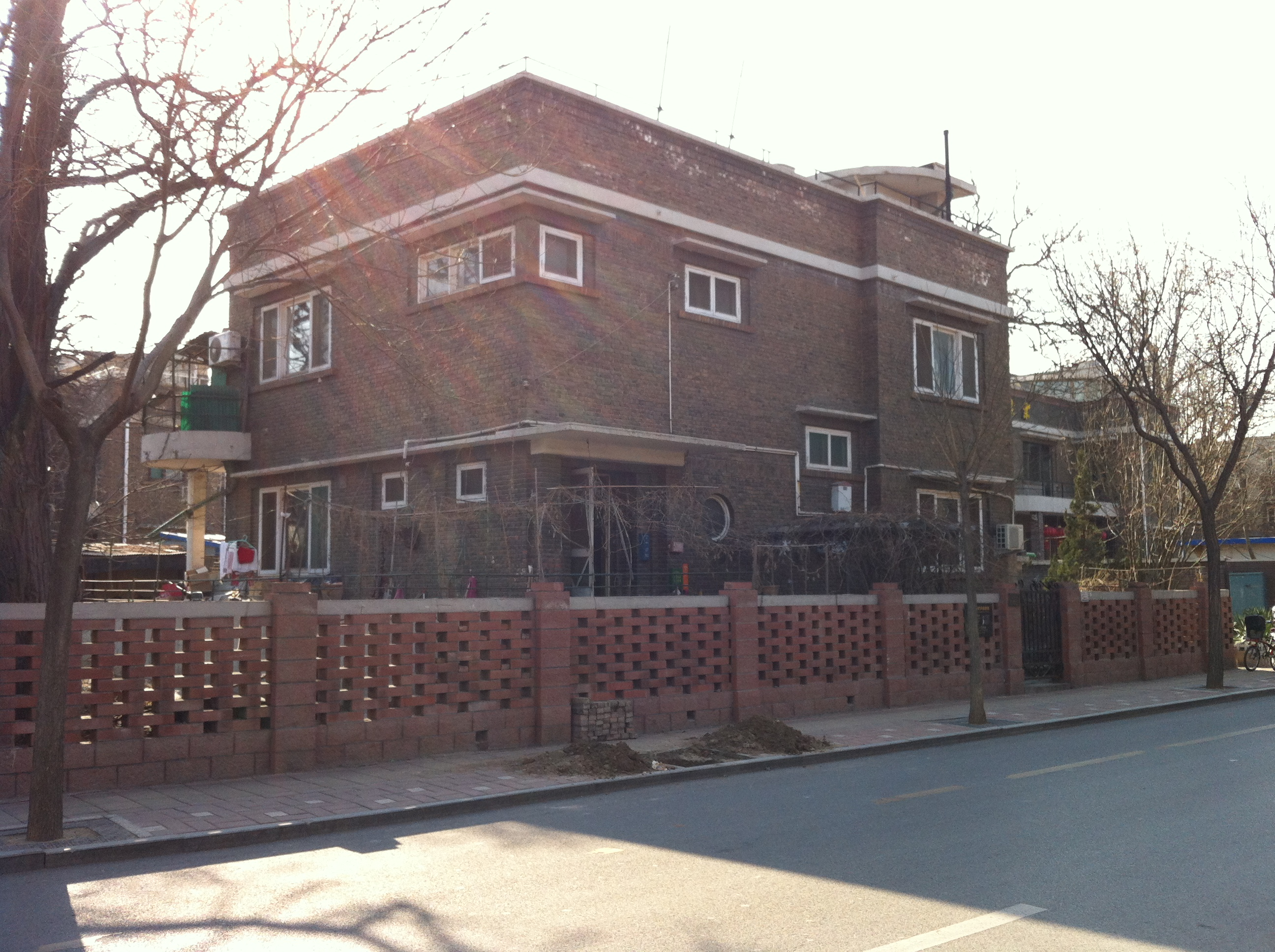
桂林路28号
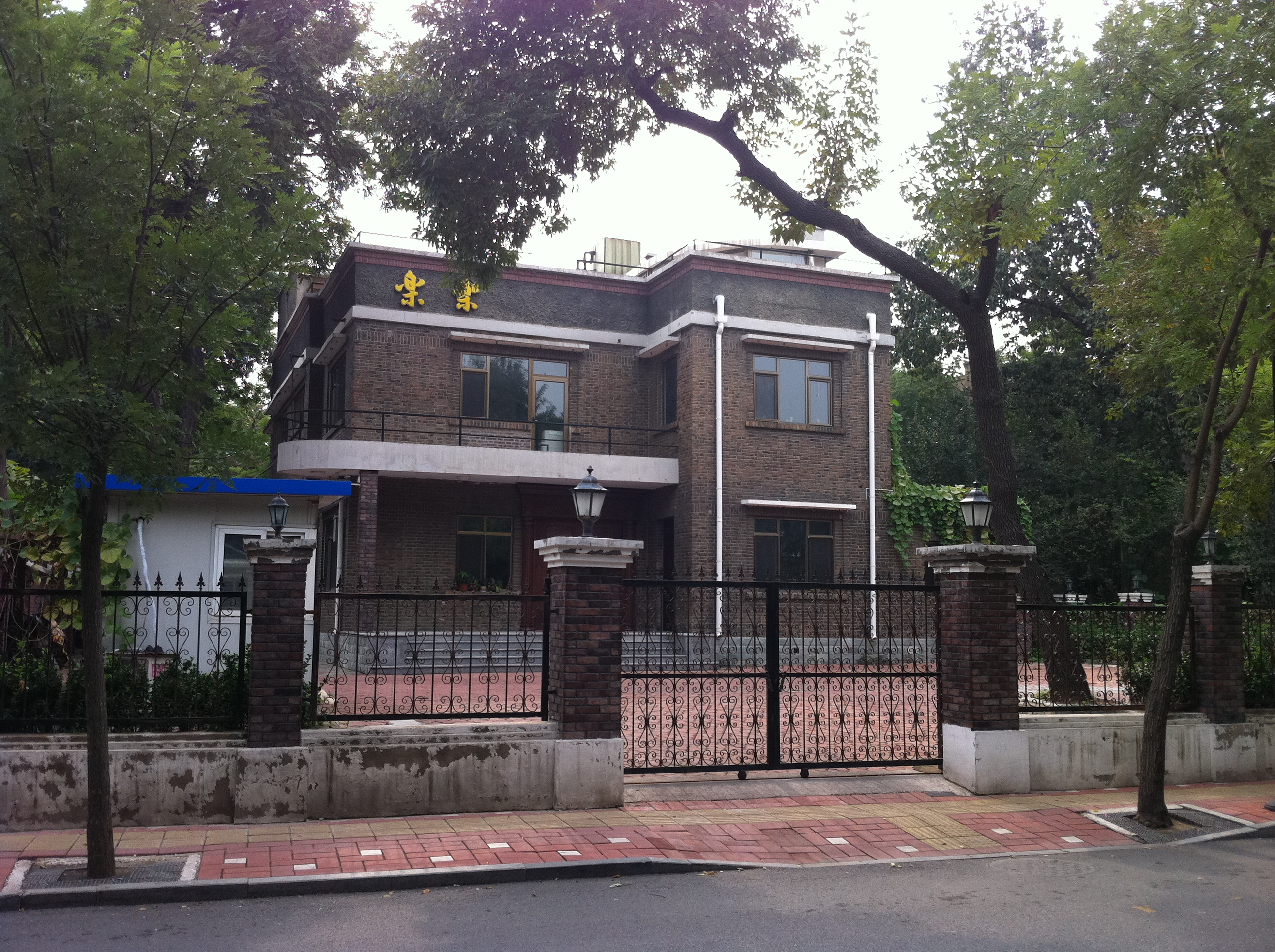
桂林路桂林里1、2号
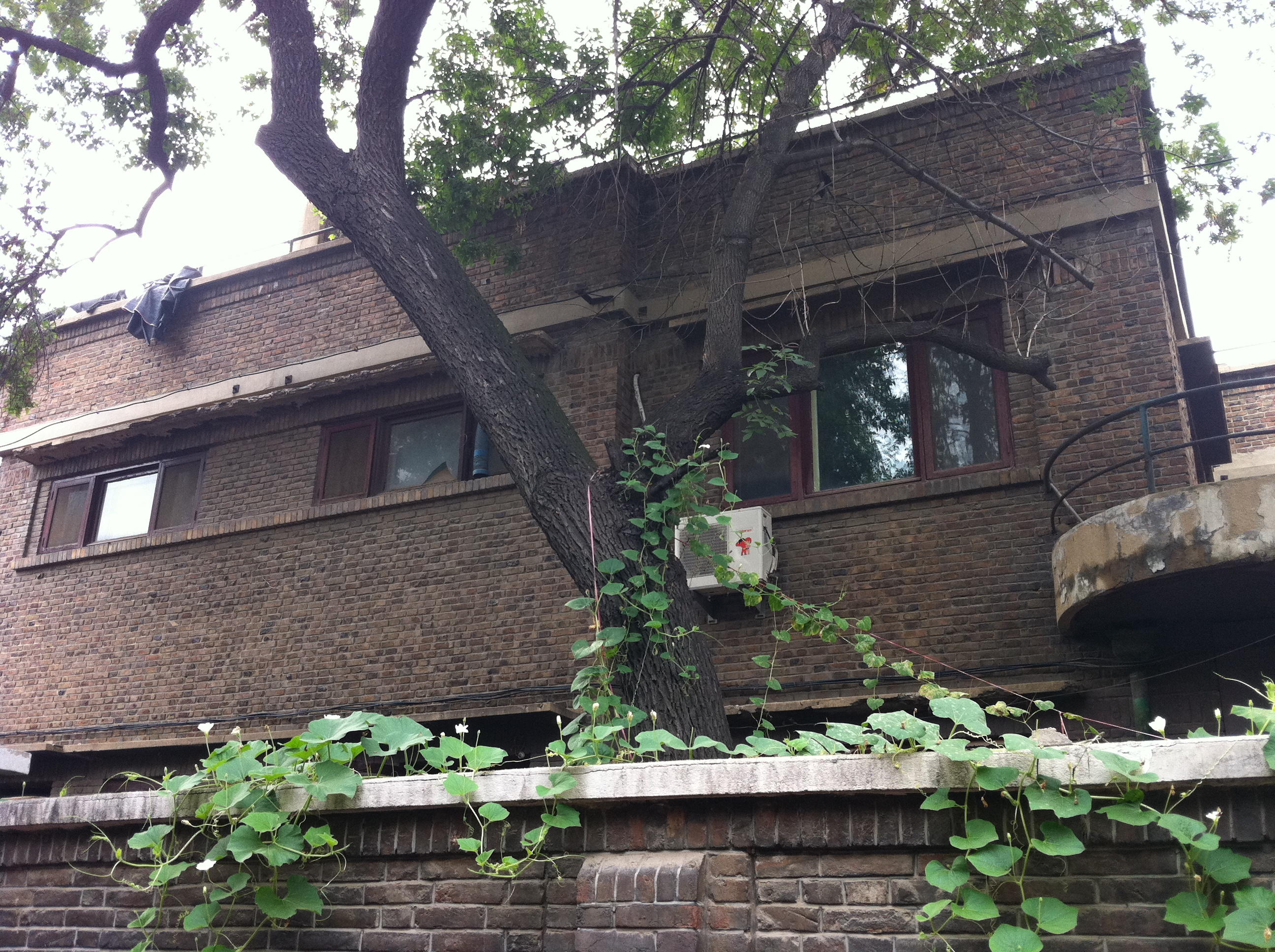
桂林路桂林里3、4号
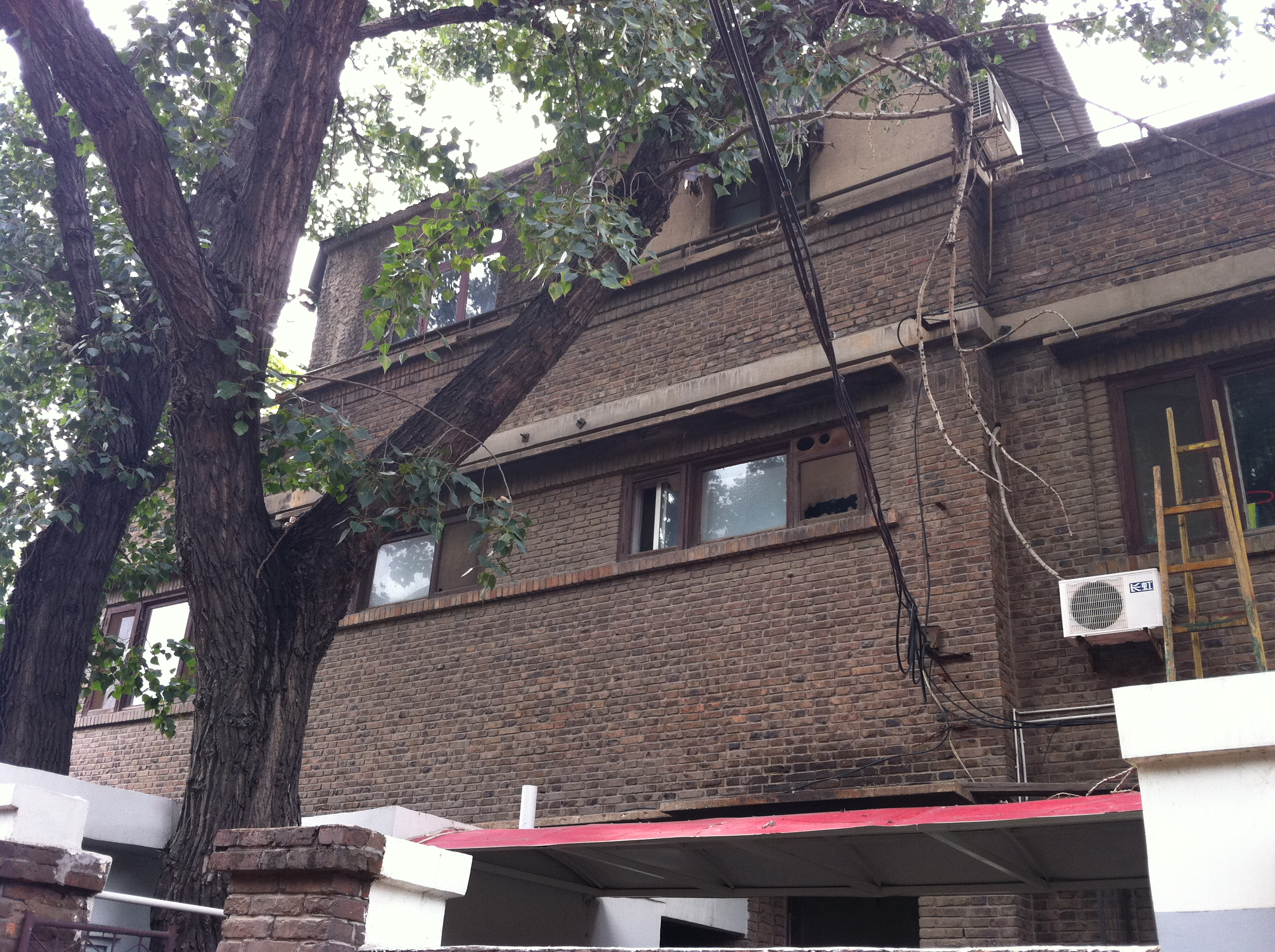
桂林路桂林里5、6号
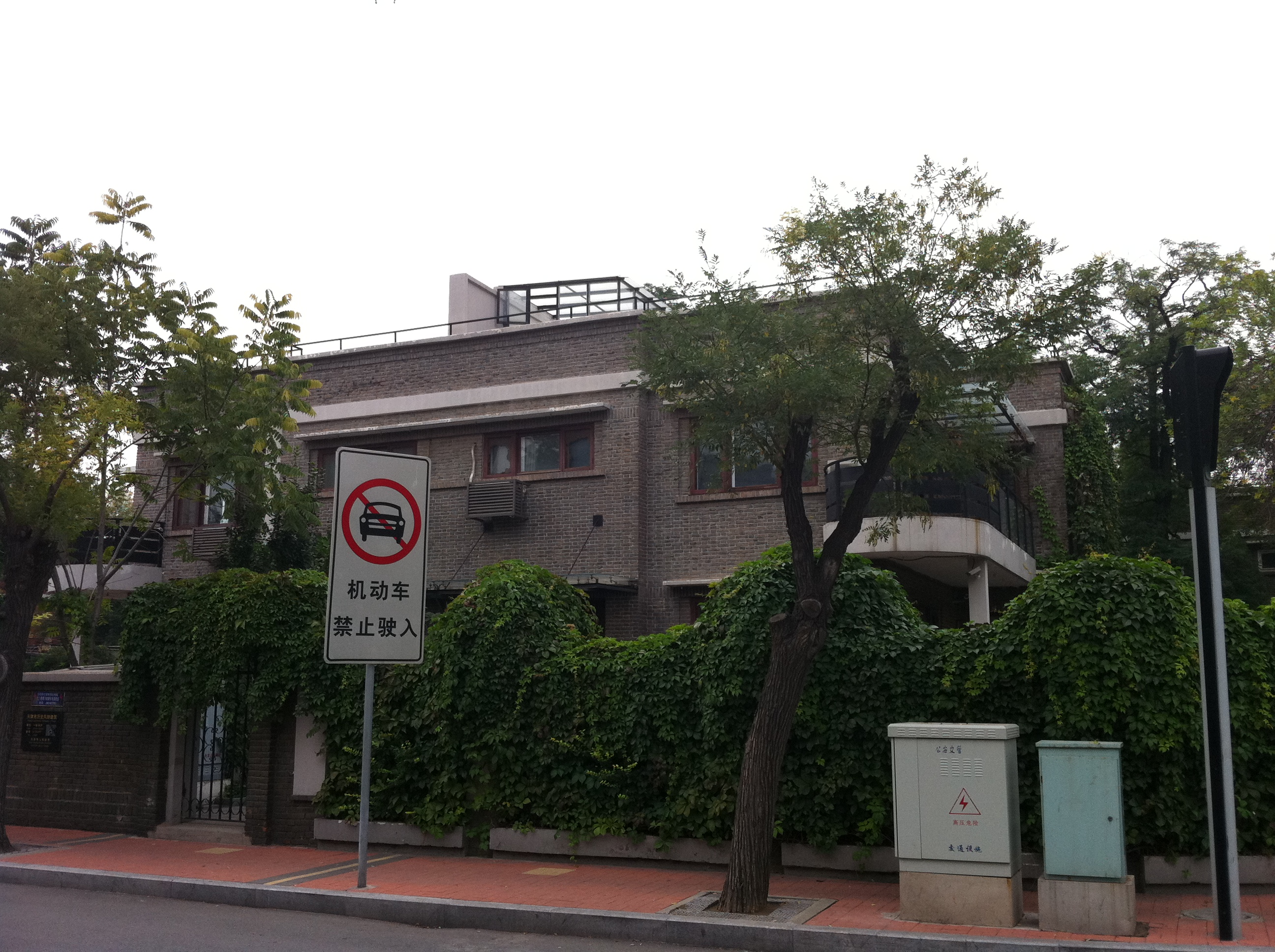
睦南道76-78号
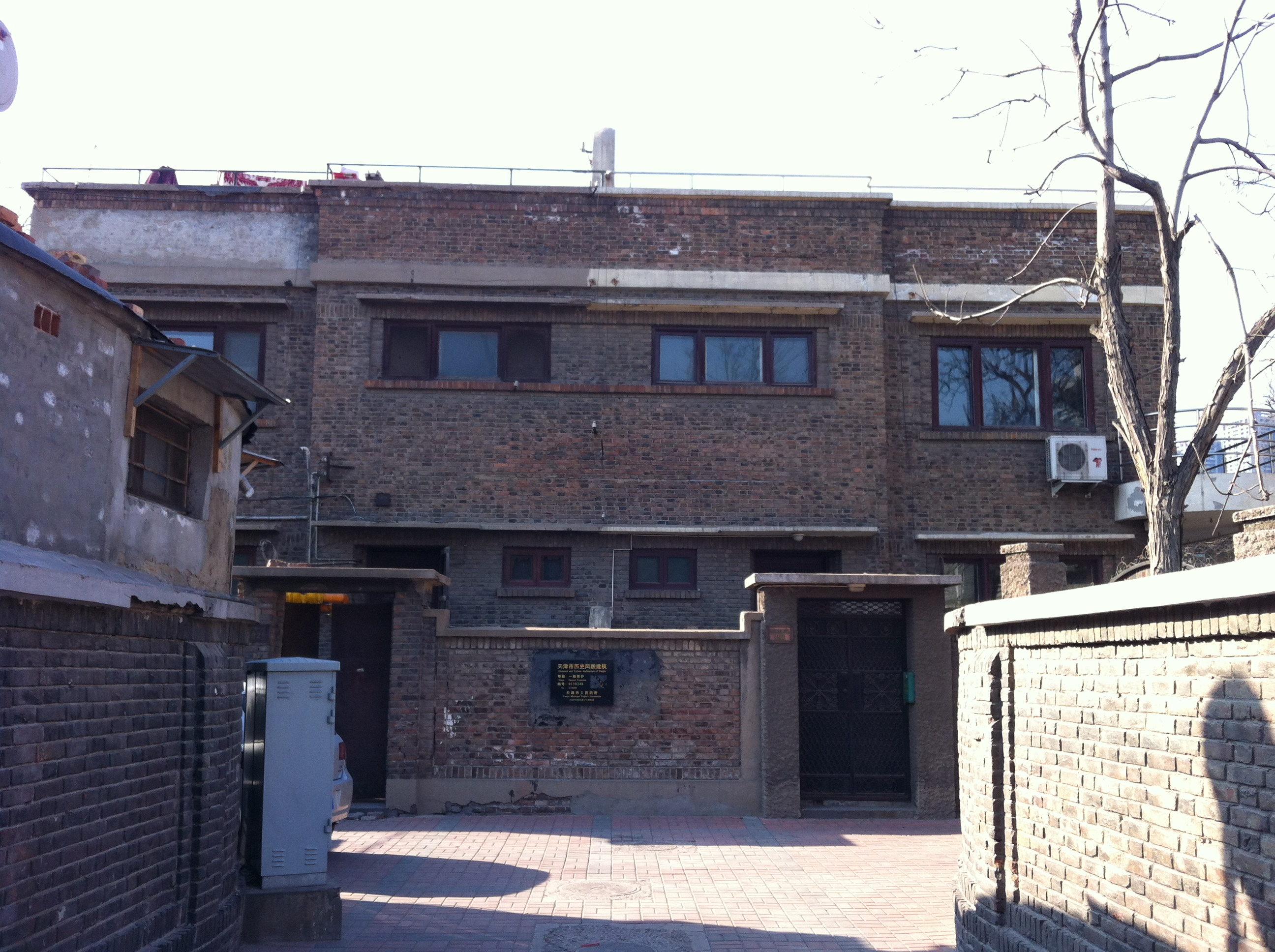
睦南道80-82号
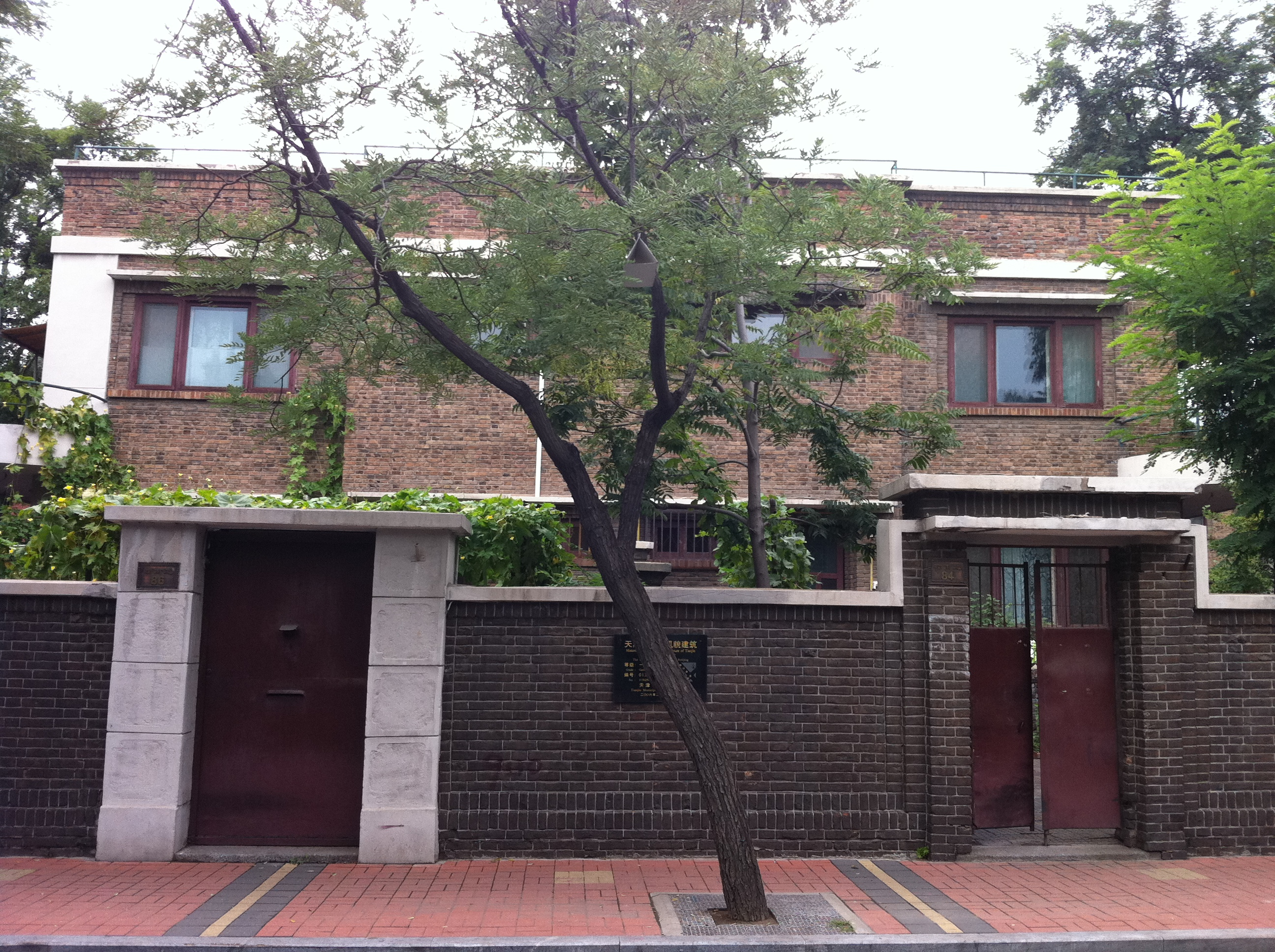
睦南道84-86号宋棐卿旧宅
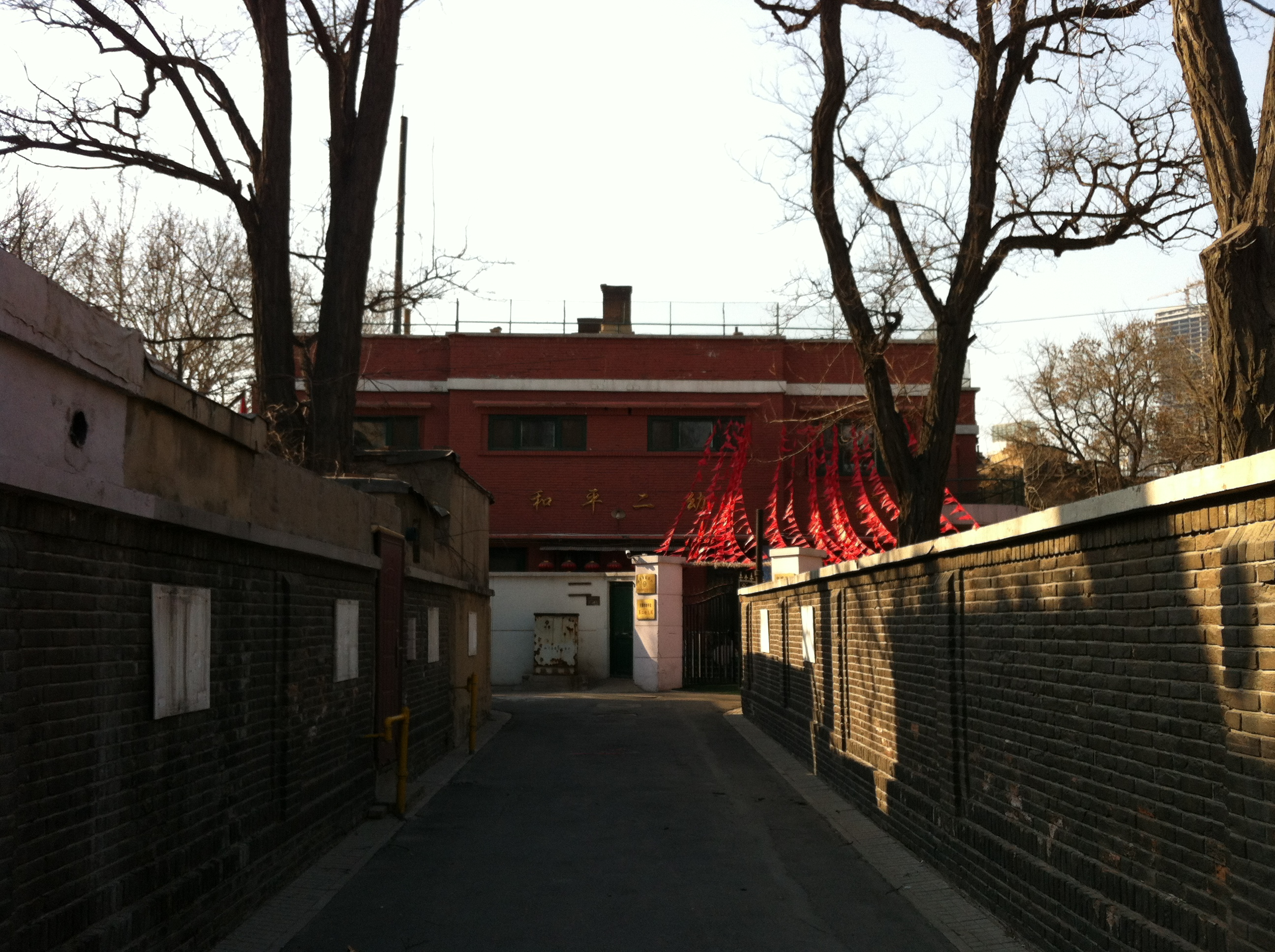
睦南道88号

## 内部链接
- 大理道
- 睦南道